# 외치

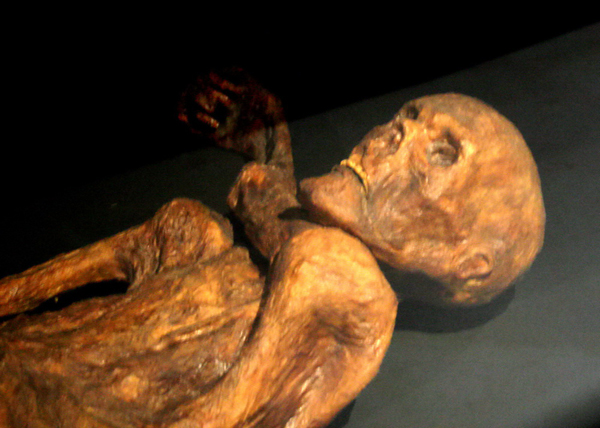
외치

외치(Ötzi)는 기원전 3350년에서 기원전 3105년 사이에 살다가 사망 후 자연적으로 미라가 된 초기 유럽 농경민 남성이다. 1991년 오스트리아와 이탈리아의 국경을 이루는 외츠탈알프스산맥에서 발견되어 외치라는 명칭이 붙여졌다. 아이스맨(Iceman)으로 불리기도 한다. 발견 당시 왼쪽 어깨에 화살촉이 박혀 있고 다양한 상처가 나 있어 살해되었을 것으로 보인다. 그의 삶과 사망에 대해 많은 과학적 연구가 있었다.
외치는 유럽에서 발견된 미이라 가운데 가장 오래되었으며 동기 시대에 살았다. 외치의 몸과 함께 발견된 도구들은 이탈리아의 볼차노도에 있는 알토 아디게 고고학 박물관에 전시되어 있다.

## 발견
외치는 1991년 9월 19일 관광하던 두 명의 독일인이 발견하였다. 발견 장소는 오스트리아와 이탈리아의 국경 부근에 있는 외츠탈알프스 산맥의 푼타 디 피날레(이탈리아어: Punta di Finale)로 해발 3,210 미터의 높이이다. 발견자인 헬무트와 에리카는 처음 발견했을 때 둘 다 조난당한 현대의 등산가 시체를 보았다고 생각했다. 발견 다음날 신고를 받은 오스트리아의 산악 국가 헌병과 구조대가 현장으로 출동하여 빙하를 깨고 시신을 꺼내려 하였으나 기상 악화로 실패하였다. 이 사이 한스 카멜란더와 라인홀트 메스너와 같은 등산가들이 현장을 방문하였다. 시신은 9월 22일 빙하에서 꺼내졌고 오스트리아의 인스브루크 병원으로 이송되었다. 시신을 꺼내면서 외치의 도구들이 함께 발견되어 현대인이 아니라 선사 시대 사람이란 것이 밝혀졌다. 9월 24일 인스부르크 대학교의 고고학자 콘라트 스핀들러가 최초의 검사를 하였다. 그는 외관 검사를 통해 "최소 수 천년 전 사람"이라고 판단하였다. 이후 조직 검사와 함께 발견된 유물의 연대 측정을 통해 기원전 3359년에서 기원전 3105년 사이에 살았던 사람이란 것이 밝혀졌다. 이후 추가적인 연대 측정 결과 외치의 사망 시점은 기원전 3239년에서 기원전 3105년 사이일 확률이 66%, 기원전 3359년에서 기원전 3294년 사이가 33%, 기원전 3277년에서 기원전 3268년 사이가 1%로 추정되었다.
발견자들은 훗날 이탈리아 볼차노도에 최초의 발견자로서 외치의 가치 중 4분의 1에 해당하는 금액을 지급하라는 소송을 제기하였다.

### 영토 논쟁
1919년 생제르맹 조약에 따라 오스트리아 티롤주의 남부는 인강과 아디제강의 분수계를 따라 이탈리아로 할양되어 볼차노도가 되었다. 외치의 발견 지점은 이탈리아의 국경 안이었지만 초동 조치는 오스트리아 측에서 했기 때문에 외치의 법적 관할이 문제가 되었다. 논의 끝에 외치의 보전 및 전시는 이탈리아에서 담당하기로 하였다. 외치를 조사한 오스트리아의 인스부르크 대학교는 1998년 외치를 이탈리아에 인도하였다. 이탈리아는 볼차노의 고고학 박물관에 외치를 보관, 전시하였다.

## 과학적 분석
외치의 시신은 엑스선 검사와 연도 측정을 비롯한 다양한 조사를 받았다. 2004년 외치가 발견되었던 장소에서 그리 멀지 않은 트렌토도의 푼타 산마테오에서 1차 세계대전 중에 사망한 오스트리아-헝가리 제국의 병사 셋이 발견되었다. 이들의 시신 가운데 하나는 빙하 환경에 따른 시신의 변화를 관찰하여 외치와 비교하기 위해 볼차노의 박물관으로 보내졌다.
2016년까지 조사된 바를 종합하면, 외치는 사망당시 키 160 cm, 몸무게 50 Kg으로 대략 45세였다. 발견 당시 시신의 무게는 13.750 kg 이었는데 사후 시신이 빠르게 빙하에 묻혀 내부 장기를 비롯한 조직 대부분이 유지되었다. 다만 피부의 상피는 빙하 속에서 자연적인 미이라화 과정이 진행되면서 유실되었다.
치아의 법랑질에 남은 꽃가루, 곡물 가루 등을 분석하여 외치가 생전에 오늘날 볼차노 북쪽에 있는 벨투르노 인근에 살았다가 이후 보다 북쪽으로 50 Km가량 이주하였다는 것을 알 수 있었다. 볼차노 고고학 박물관은 3D 스캐닝 기술을 이용하여 외치의 얼굴을 복원하였다. 복원된 얼굴은 대략 45세가량의 남성으로 짙은 갈색 눈동자에 주름진 얼굴 위로 수염을 기른 것으로 표현되었다.

### 식생활
2009년 컴퓨터단층촬영을 통해 외치의 장기를 조사하였다. 위 속에 남아 있는 음식물은 따로 DNA 분석을 하였다. 고기는 산악 지대 염소의 일종으로 지금도 알프스 일대에 서식하고 있는 아이벡스였고 소화 상태를 보아 외치는 사망하기 두 시간 전쯤 섭취하였다. 아이벡스 고기는 마치 베이컨처럼 잘게 저며 말린 육포 상태로 먹었다. 외치의 장에는 그 보다 여덟 시간쯤 전에 먹은 두 종류의 고기가 남아 있었는데 하나는 알프스산양의 고기이고 다른 것은 말사슴의 고기였다. 외치는 이 고기들과 함께 허브의 뿌리와 열매를 곁들인 빵을 먹었다. 빵은 외알밀로 만든 것이었다. 시신의 주변에는 외치가 식량으로 준비했을 보리, 아마, 양귀비, 블랙손 등의 흔적이 남아 있었다.
2018년 외치의 위와 내용물을 생검 조사하였다. 음식물은 대부분 소화가 되지 않은 상태였다. 위의 상태는 사망 직전 먹은 고기들이 흔하게 먹던 음식은 아니라는 것을 보여준다. 외치는 평소에 곡물과 같은 식물성 식단을 주식으로 삼았다. 탄수화물은 대개 외알밀과 같은 것들이었고 위에서 검출된 감마 테르피넨으로 미루어 외치는 허브를 곁들인 빵을 먹었다.
생전 몇 달 간의 생활을 알아보기 위해 모발 검사도 진행되었다. 머리카락에 붙어 있던 꽃가루들은 채집하였을 여러 구과와 재배 작물이었던 협과, 외알밀과 같은 곡물, 그리고 자작나무의 일종인 새우나무의 열매에서 나온 것들이었다. 이들 꽃가루는 외치와 함께 빙하에 묻혀 보전되었는데 외치가 사망한 당시의 계절이 늦봄에서 초여름 사이임을 보여준다. 구과 식물은 늦봄에 꽃을 피우고 8월에 열매를 맺고, 외알밀 역시 비슷한 시기에 재배되어 늦여름에 수확한다.

### 건강
외치의 골반, 넙다리뼈, 정강뼈 등에 나타난 변형은 외치가 동기 시대 유럽의 다른 지역에 살던 사람들과 달리 고지대를 오랫동안 걸어다니는 삶을 살았음을 보여준다. 외치는 아마도 양이나 염소를 치는 목자였을 수 있다.
외치에겐 기생충의 일종인 편충이 있었다. 컴퓨터 단층촬영 과정에서 오른쪽 세 번째와 네 번째 갈비뼈의 골절이 발견되었다. 사망 당시의 부상 때문일 수도 있고 사망후 빙하의 압력 때문일 수도 있다. 외치가 남긴 손톱 두 개 가운데 하나에는 세 겹의 손발톱가로고랑이 있다. 손톱이 자라는 시간을 생각하면 이 고랑들은 사망 2개월 전에서 2주 전 사이에 생긴 것이다. 외치의 치아는 충치로 약화되어 있었는데 외치의 주식이 곡물과 같은 탄수화물 위주였다는 것을 알 수 있다.
2016년 검사 결과 외치의 내장에서 위나선균이 발견되었다. 위나선균은 위궤양을 일으키고 위암의 원인이 된다. 발견된 위나선균의 유전 계통은 hpAsia2로 오늘날 남아시아와 중앙아시아에서 흔히 발견되고 유럽에서는 드물다. 외치에게서 발견된 위나선균의 경우 오늘날 인도 북부에서 발견되는 것과 매우 유사하다.
2012년 2월 진행된 DNA 분석에서 외치에겐 젖당불내증이 있었다는 것을 발견하였다. 이는 당시 이미 농경과 목축이 널리 보급되었다는 점을 생각하면 이례적인 것이다. 오늘날 이베리아 반도 지역을 제외한 대부분의 유럽 지역 사람들에서 젖당불내증은 인구의 2 %에 불과하다. 그러나 2022년 유럽 지역을 대상으로 한 연구는 5천년 전 무렵 청동기 시대에 이를 때까지도 유럽에서 우유를 소화할 수 있는 사람은 많지 않았다고 본다.

### 문신
외치의 몸에는 61 개의 문신이 있다. 19 개의 그룹으로 묶을 수 있는 이들 문신은 7 - 40 mm 정도의 길이에 폭 1 - 3 mm 인 검은 선으로 이루어져 있다. 이 들 문신은 허리뼈를 사이에 두고 외치의 몸 양 측면에서 세로로 나란히 늘어서 있으며 오른쪽 무릎과 발목에 별도의 십자형 문신이 새겨져 있다. 가장 큰 문신은 다리에 있는 것으로 12 개의 선을 조합하여 나타내었다. 문신에 사용된 염료는 불타고 남은 재나 검댕을 이용하였다. 선을 그리기 위한 도구에 염료를 묻히고 몸에 상처를 내어 문신을 새겼다. 같은 자리에 여러 번 문신을 새겨 다른 곳보다 짙게 새겨진 문신도 있다.
방사선 검사를 통해 살펴본 결과 외치가 문신을 새긴 자리는 뼈의 변형도 함께 있었다. 특히 척추굳음증으로 인한 척추 변형, 무릎과 발목 관절의 변형이 일어난 자리 위에 문신이 새겨졌다. 이는 외치가 오늘날 지압이나 침술과 같은 치료의 목적으로 문신을 했음을 시사한다. 그렇다면 역사에 기록된 중국의 침술(기원전 1천년 무렵)보다 최소 2천년 전 선사시대의 사람들이 이러한 치료 행위를 하고 있었다고 할 수 있다.
외치는 문신이 새겨져 있는 미이라 가운데 가장 오래된 사례이다. 한편 2018년 이집트에서 발견된 문신이 새겨진 미이라 역시 외치와 비슷한 시기에 살았던 사람의 것이다.
오랜 시간 동안 빙하에 묻혀 있으면서 상피 조직이 사라졌기 때문에 맨눈으로는 외치의 문신을 관찰하기 어렵다. 2015년 연구진은 다파장 스펙트럼 촬영을 통해 외치의 문신을 확인하였다.

### 혈액
2012년 5월 외치의 혈구가 조사되었다. 이는 혈액 검사 가운데 가장 오래된 시료를 사용한 사례가 되었다. 미이라화 된 시신의 혈구는 대부분 시간이 지남에 따라 파괴되지만 외치의 경우 화살에 맞은 상처로 피를 흘리며 단시간에 사망하였기 때문에 상처 주위에 적혈구가 남아 보존되었다. 형태를 유지한 적혈구를 확인하긴 하였지만 내부 단백질 변형 때문에 혈액형을 확인할 수는 없었다. 다만 외치의 적혈구 형태는 정상으로 겸형 적혈구 빈혈증과 같은 유전병은 없었다.

### 유전자 분석

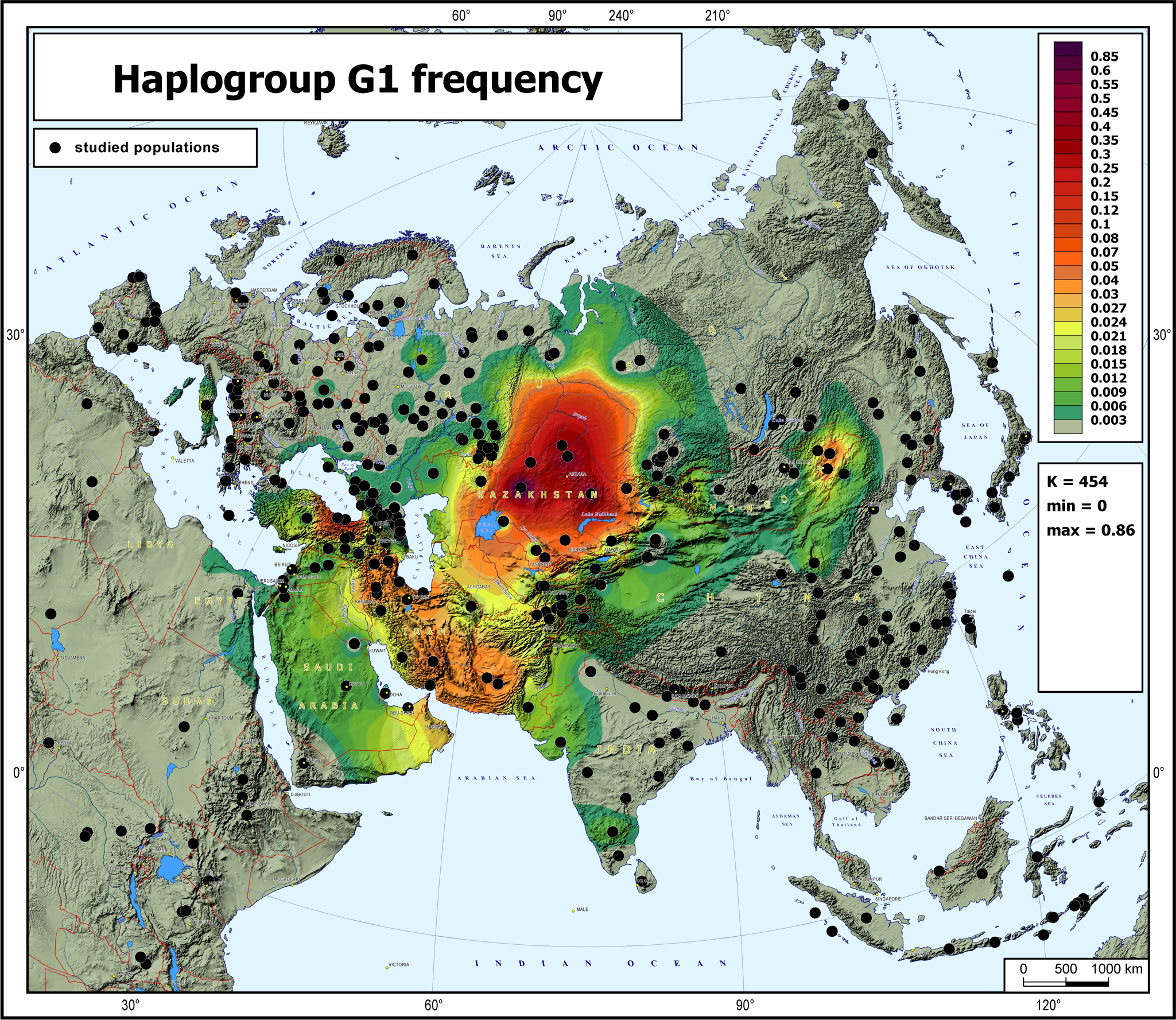
Y 염색체 하플로그룹 G1의 분포. 중앙아시아를 중심으로 동서로 분산되어 있다.

2012년 2월 29일 외치의 총유전체 분석 결과가 발표되었다. 인류유전학은 단일염기 다형성을 바탕으로 하플로타입을 결정하고 이를 바탕으로 하플로그룹을 나누어 인류의 유전 계통을 분석한다.
인류유전학이 하플로그룹을 나누는 유전학적 배경은 돌연변이의 유전이다. 어떤 집단에 동일한 유전자의 염기 서열에 돌연변이가 발생하면 그 돌연변이는 유전되기 때문에 세대가 지나면 결국 해당 단일 염기 자리에 돌연변이가 있는 집단과 없는 집단으로 구분된다. 유전자 발현에 관여하는 유전자에 돌연변이가 일어나면 자연선택에 적응하는 과정에서 진화를 불러오거나 제거되지만, 유전자 발현에 관여하지 않는 유전체인 슈도진 구간에 일어난 돌연변이는 진화와 별다른 관계 없이 오로지 유전적 부동만을 보이며 남아있게 된다. 인류유전학은 이 점에 착안하여 모계 유전되는 미토콘드리아 DNA와 부계 유전되는 Y 염색체 DNA의 슈도진 구간의 돌연변이를 하플로그룹 분류의 기준으로 삼았다. 유전적 부동은 다른 이유 없이 DNA 복제의 오류 확률로만 작동되기 때문에 돌연변이의 형태를 보면 어떤 돌연변이가 먼저 일어났고 어떤 것은 나중에 일어났는 지 확인할 수 있다. 이를 기준으로 그룹을 분류하면 인류 전체의 유전자 분기 지도를 만들 수 있다.
미토콘드리아는 세포핵과는 별도의 DNA를 가지고 있는데 정자와 난자가 합쳐지는 수정 과정에서 정자에게서 온 미토콘드리아는 사멸하고 난자의 미토콘드리아만 남아 자손에게 전달된다. 따라서 미토콘드리아의 DNA는 어머니에게서 자손에게로 모계 유전하며 이를 기준으로 세운 하플로그룹을 인류 미토콘드리아 DNA 하플로그룹이라 한다. 한편 성염색체인 Y 염색체는 아버지에게서 아들로만 부계유전하기 때문에 이를 기준으로 인류 Y-염색체 DNA 하플로그룹을 구분할 수 있다.
외치의 Y 염색체 하플로그룹은 G에 속하며 오늘날에도 중앙아시아에서 중부유럽에 걸쳐 후손이 살고 있다. 외치는 Y-하플로그룹 G 가운데에서도 L91 갈래에 속한다. 오늘날 G-L91 하플로그룹이 가장 많이 거주하는 곳은 크로아티아이다.
반면 외치의 모계 하플로그룹인 미토콘드리아 하플로그룹은 K1에 속하는데 그의 미토콘드라에는 오늘날 형성되어 있는 K1a, K1b, K1c와 별개의 돌연변이가 있어 K1ö 그룹으로 새로 분류되었다. 외치의 모계혈통은 오늘날 남아 있지 않다. 미토콘드리아 하플로그룹 K1은 유럽과 근동, 북아프리카에 걸쳐 분포해 있기 때문에 외치의 모계 혈통 역시 유럽에 있었을 것이나 알 수 없는 이유로 혈통이 끊겼다.
외치의 상염색체는 오늘날 남부유럽에 살고 있는 사람들 특히 크로아티아인, 사르데냐인과 매우 가깝다.
DNA 분석 결과 외치는 동맥경화에 걸릴 위험이 컸고, 젖당불내증이 있었다는 것을 알 수 있다. 유전체 검사에서는 보렐리아속 박테리아가 함께 검출되어 진드기를 매개로 전염되는 라임병을 앓았을 것으로 보인다.
2013년 8월 오늘날 티롤주에 사는 사람들을 대상으로 DNA 비교를 하였고 외치와 유전전 관계가 가깝다는 결과를 발표하였다.

### 옷과 신발

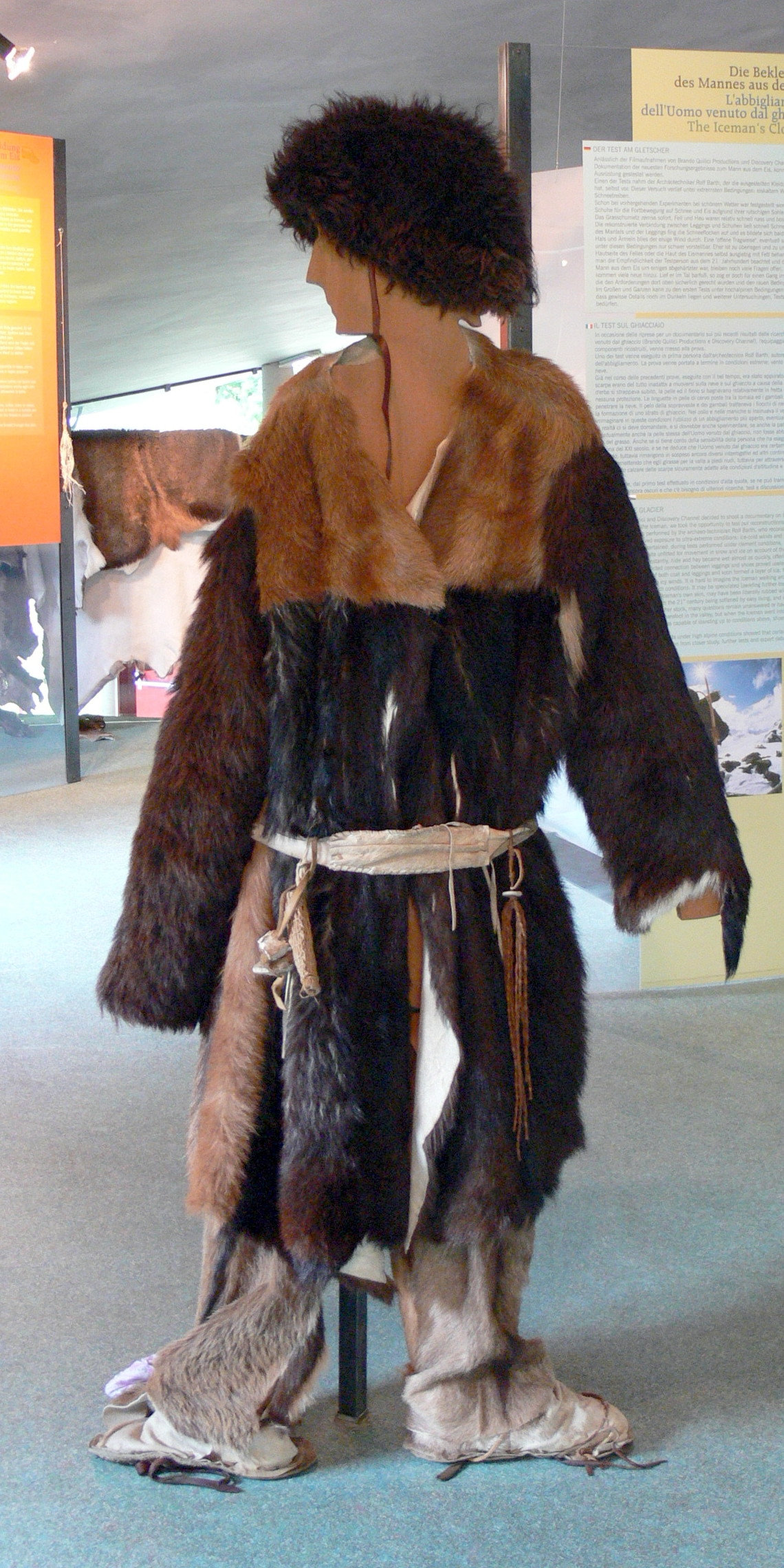
외치가 입었던 옷의 복원 모형

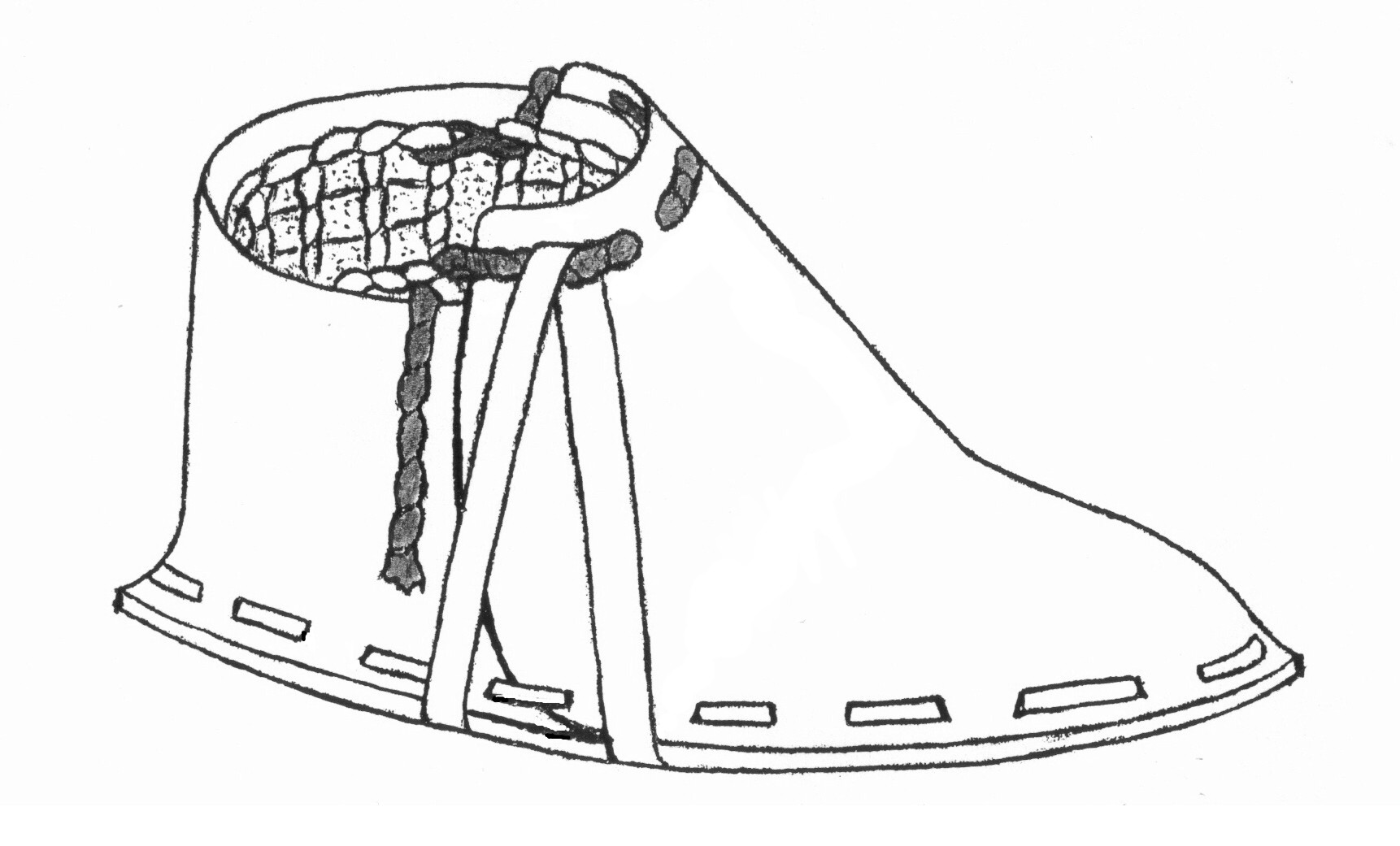
외치의 신발

외치는 풀로 엮은 망토를 걸치고 있었다. 그리고 여러 종류의 가죽으로 만든 코트, 허리띠, 레깅스 형태의 바지, 가벼운 속옷, 신발 등이 발견되었다. 모자도 쓰고 있었는데 곰가죽을 이용해 만든 것이었다. 신발은 물이 스며들지 않도록 되어 있었고 넓어서 눈 위를 걷기 편하도록 만들어져 있었다. 신발의 밑창은 곰가죽을 이용하였고 덮개는 털이 붙은 사슴 가죽을 한 쌍을 사용하여 바닥과 함께 세 곳을 기워 제작하였으며 밑창으로 부드러운 풀을 사용하였다. 신은 오늘날의 양말과 같이 신었다. 옷이며 신발은 모두 가죽을 힘줄로 기워서 만들었다. 허리띠에는 주머니가 달려 있어 긁개, 찌르개, 부싯돌, 뼈 송곳, 말린 버섯과 같은 여러 유용한 것들을 지니고 다녔다.
신발을 복원한 체코의 학자는 "신발의 구조가 매우 복잡해서 5천 3백년 전에도 다른 사람들을 위해 신발을 만드는 제화공이 따로 있었을 것으로 생각한다"는 의견을 내었다. 외치가 신었던 신발은 오늘날의 기준으로도 기능성이 좋아서 체코의 한 회사는 판매권을 제안하기도 하였다. 한편 영국의 고고학자 재키 우드는 외치의 신발이 눈 위를 걷기 위해 별도의 신 위에 덧신었던 일종의 설피라고 보았다. 신 한 짝 안에서 설피를 받쳤을 나무틀과 따로 신었을 것으로 생각되넌 별도의 가죽 조각이 발견되었기 때문이다.
속옷으로 받쳐 입었던 옷과 겉옷으로 입은 털코트는 양가죽으로 만든 것이다. 유전자 분석으로 보면 오늘날 가축화 된 유럽의 양과 유전적으로 가까워 가축화가 진행되고 있었음을 알게 한다. 털코트는 양 이 외에도 염소 가죽도 이용하였는데 오늘날 중부 유럽에서 가축으로 기르는 염소와 동일한 하플로그룹을 이룬다. 바지로 입은 레깅스는 염소 가죽으로 만들었는데 스위스에서 이와 비슷한 형태의 6천5백년 전 유물이 발견되었다.
신발끈은 쇠가죽이고 화살을 담았던 전동은 유럽노루의 가죽, 모피를 덧댄 모자는 큰곰의 가죽으로 만들었다. 이들은 모두 오늘날에도 해당 지역에서 살고 있다. 외치가 사용했던 가죽은 모두 미토콘드리아 DNA 검사를 통해 오늘날 해당 지역에 살고 있는 개체군과 비교되었으며 동일한 하플로그룹에 속하는 것이 밝혀졌다. 즉, 그 당시 살던 동물들의 자손이 지금까지도 그 지역에 살고 있는 것이다.
신 안쪽에서 발견된 밑창을 엮은 식물 역시 오늘날까지 알프스 지역 고산 지대에 자라는 풀이다. 외치는 이 풀을 가지런히 묶어 밑창으로 삼았다.

### 도구

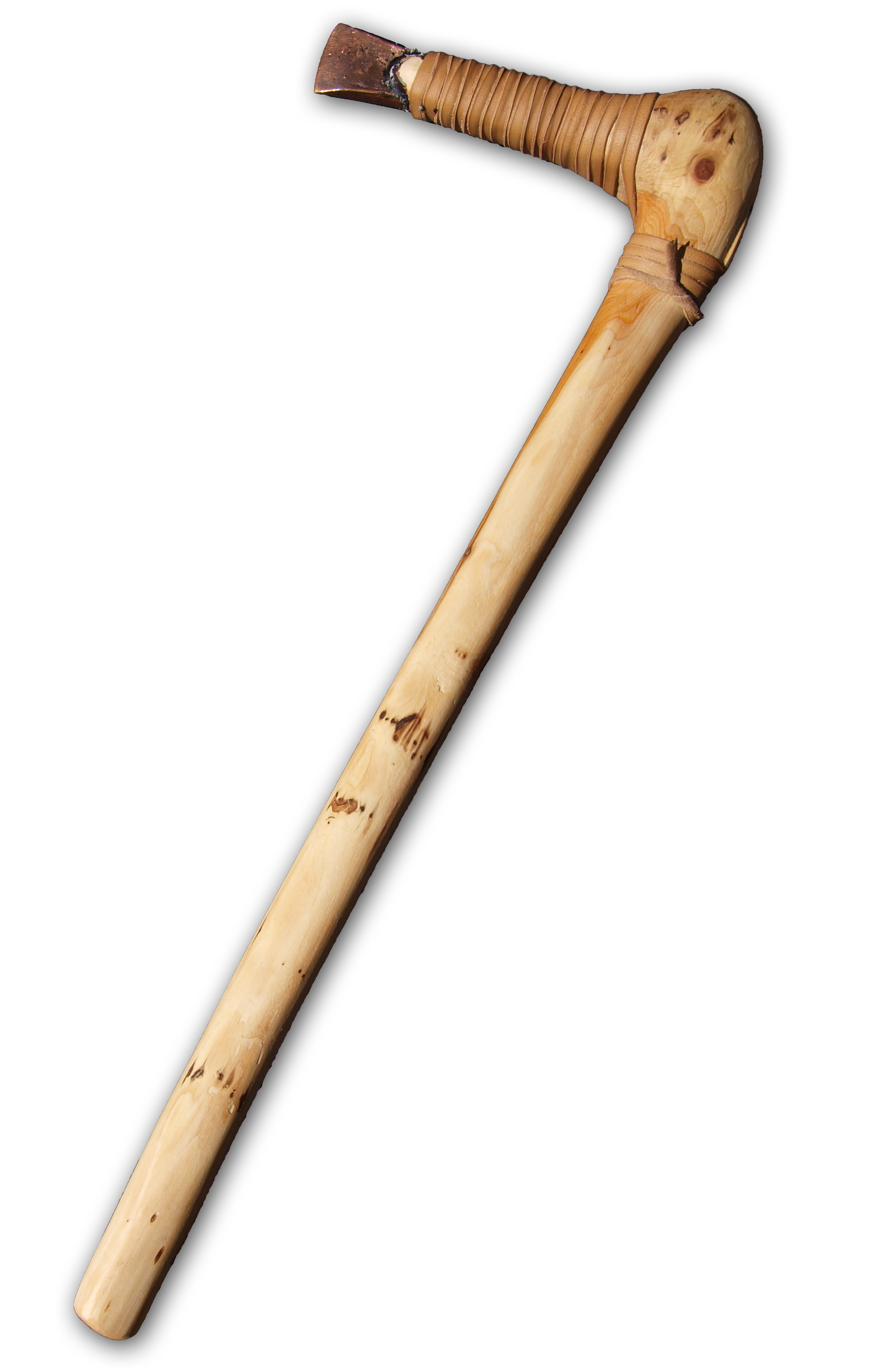
외치의 구리 도끼 복원품

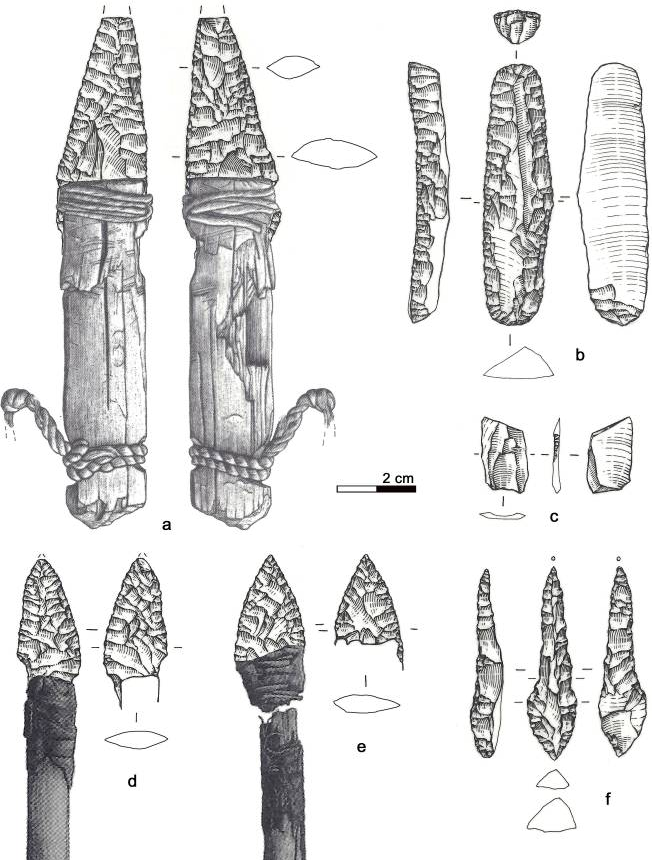
외치의 석기
a) 단도, b) 밀개, c) 뚫개, d) 화살촉 14, e) 화살촉 12, f) 작은 격지

외치는 순도 99.7%의 구리로 만든 도끼를 지니고 있었다. 이 도끼와 외치의 머리카락에서 모두 비소가 발견되었는데, 이로 미루어 외치가 구리 제련을 하였다는 것을 알 수 있다. 외치가 지녔던 도끼는 길이 60 cm의 서양주목으로 만든 손잡이가 달려 있었다. 구리로 만든 날은 9.5 cm로 가죽끈을 이용해 손잡이에 직각으로 매달았다. 이렇게 제작하면 어깨에 걸치고 이동하기 쉽다. 구리날은 주물 기법으로 몸통을 만든 뒤 담금질로 가공하였고 이후 다시 날을 예리하게 갈았다. 도끼 제작에 사용된 구리는 포함된 미소 원소들의 성분 분석을 볼 때 오늘날 이탈리아 중부의 토스카나주가 산지이다. 아마도 당시 무역망을 통해 외치가 살던 지역까지 흘러들어 갔을 것이다.
도끼의 굽은 부분엔 타르를 기화시킨 건류로 마감하였다. 이는 구리 도끼가 매우 귀중한 물건으로 다뤄졌음을 암시한다. 동기 시대 당시 대부분의 도구는 여전히 석기로 제작되었고 구리 도구는 매우 귀했기 때문에 외치가 지닌 구리 도끼는 지위의 상징으로 볼 수 있다. 그는 부족 내에서 큰 영향력을 지닌 사람일 수 있다.
도끼 외에도 여러 석기가 있었는데 각암으로 날을 만든 석기는 물푸레나무 손잡이를 달아 단도로 사용하였다. 동개에 담은 14 개의 화살은 돌화살촉을 산분꽃나무와 층층나무로 만든 화살대에 달았다. 발견 된 화살 가운데 두 개는 깃이 붙어 있었으나 부러져 있었고 나머지는 깃을 달지 않은 상태였다. 이를 보면 외치와 함께 발견되지는 않았으나 활도 사용했다는 것을 알 수 있다. 대신 활에 맬 수 있는 줄이 발견되었다. 활줄의 길이를 보면 외치가 사용한 활은 길이 1.82 m 정도의 장궁이었을 것이다.
외치는 자작나무로 만든 바구니 두 개에 구과와 두 종류의 버섯을 담아 두었다. 바구니는 가죽끈을 이용하여 걸어맸다. 버섯 가운데 하나는 봇나무송편버섯(Fomitopsis betulina)으로 오늘날에도 구충제로 사용되는 것이다. 다른 하나는 말굽버섯(Fomes fomentarius)으로 불쏘시개로 쓰였다.

## 사망 원인
외치는 발견된 뒤로도 10년간 사망 원인이 명확하지 않았다. 처음에는 겨울철 눈보라에 재난을 당한 것이 아닌가 추측되었지만 외치의 사망시점이 여름철이라는 것이 밝혀 진 뒤로는 인신공양의 희생물이 된 것은 아닌가 추측되었다. 이러한 추측은 기원전 8천년 부터 최근까지 유럽 각지에 있었던 수렁에 빠져 미이라가 된 사례 때문이었다. 고대에서 중세 사이 유럽에서는 종교적 희생이나 처형을 이유로 늪에 사람을 빠뜨려 죽이는 일이 종종 있었다.

### 화살촉과 혈액 검사
2001년 X선과 컴퓨터 단층촬영 검사로 외치의 왼쪽 어깨에 박힌 화살촉이 직접적인 사인으로 지목되었다. 그의 겉옷에도 같은 자리에 작은 구멍이 나 있다. 화살을 맞은 것이 발견되자 상처로 인한 출혈이 사망 원인으로 떠올랐다. 그러나 추가적인 조사를 통해 외치의 몸에 박혔던 화살은 그가 죽기 전 뽑아 내었고 부러뜨렸지만 머리를 포함한 몸의 여러 곳이 베이고 맞은 상처가 있고 멍이 들어 있는 것을 발견하였다. 베인 상처 가운데 하나는 뼈까지 닿는 것이었지만 죽기 전에 치료를 할 수는 없었다. 오늘날 외치의 사인은 어깨뼈에 박힌 화살이 폐까지 이르렀고 이로 인한 과다출혈 때문으로 파악하고 있다.
2003년 DNA 분석을 통해 그의 단도와 두 개의 화살촉, 그리고 외투에서 최소 4명의 다른 사람에게서 나온 피를 발견하였다. 이를 바탕으로 재구성하면 그는 칼로 한 사람을 그리고 같은 화살로 두 사람을 공격하였고 누군가 부상당한 동료를 등에 지고 옮겼다. 발견 당시 외치의 모습은 사망이후 사후경직 된 뒤 빙하에서 동결된 것으로 보이며 이를 토대로 그의 마지막 모습을 추정하면 왼편 배에 박힌 화살을 뽑아내려던 것으로 보인다.

#### 비주류 가설
2010년 로마 사피엔자 대학교의 알레산드로 반체티 연구 팀은 그가 투쟁 도중에 전사했다기 보다는 전사한 이후 현장에서 장례를 치룬 것으로 보인다고 주장하였다. 주변에 흩어진 도구와 돌들을 살피면 처음에는 보다 산 위쪽에 시신을 중심으로 둥그렇게 정돈하였을 것이나 빙하가 흐르면서 흐트러졌을 것이라고 본다. 온난기에 빙하가 녹아 흘러내리던 시신이 다시 기후가 추워지면서 얼어붙었다는 설명이다. 인스부르크 대학교의 고고학자 믈라우스 외그는 빙하가 시신을 원래의 위치에서 보다 밑으로 흘러 내리게 했을 것이란 점에 동의하면서도 장례에 쓰였을 다른 돌들이나 부장 의식의 흔적이 보이지 않는다는 점을 들어 반체티 팀의 의견을 반박하였다. 생물인류학자 알버트 징크는 시신에서 흘러내리며 생겼을 흔적이 보이지 않는다는 점을 지적했다. 이러한 반박으로 매장 가설은 그리 지지를 받지 못하고 있다.

## 같이 보기
- 유야이코산 아이
- 발다로의 연인

## 참고 문헌
- Dickson, James Holms (2005년 6월 28일), 《Plants and the Iceman: Ötzi's last journey》, Division of Environmental and Evolutionary Biology, Institute of Biomedical and Life Sciences, University of Glasgow, 2007년 3월 17일에 확인함.
- Fowler, Brenda (November 2002), 《The Iceman's last meal》, NOVA Online, PBS, 2007년 3월 17일에 확인함.
- Keller, Andreas (2012년 2월 28일), “New insights into the Tyrolean Iceman's origin and phenotype as inferred by whole-genome sequencing” (PDF), 《Nature Communications》 (nature.com) 3: 698, Bibcode:2012NatCo...3..698K, doi:10.1038/ncomms1701, PMID 22426219, 2012년 4월 25일에 확인함.
- Kennedy, Frances (26 July 2001), “Oetzi the Neolithic Iceman was killed by an arrow, say scientists”, 《The Independent》, 18 May 2007에 원본 문서에서 보존된 문서, 17 March 2007에 확인함.
- Macintyre, Ben (2003년 11월 1일), “We know Oetzi had fleas, his last supper was steak ... and he died 5,300 years ago”, 《The Times》, 2019년 7월 2일에 원본 문서에서 보존된 문서, 2022년 9월 10일에 확인함.
- Murphy, William A., Jr.; zur Nedden, Dieter; Gostner, Paul; Knapp, Rudolf; Recheis, Wolfgang; Seidler, Horst (2003년 1월 24일), “The Iceman: Discovery and imaging”, 《Radiology》 226 (3): 614–629, doi:10.1148/radiol.2263020338, ISSN 0033-8419, PMID 12601185. On-line pre-publication version.
- Deem, James (2008), 《Bodies from the Ice》, Boston: Houghton Mifflin, 64쪽, ISBN 978-0-618-80045-2, 2011년 6월 29일에 원본 문서에서 보존된 문서, 2022년 9월 10일에 확인함
- Bortenschlager, Sigmar; Oeggl, Klaus, 편집. (2000), 《The Iceman and His Natural Environment: Palaeobotanical Results》, Wien; New York: Springer, ISBN 978-3-211-82660-7.
- Fowler, Brenda (2000), 《Iceman: Uncovering the Life and Times of a Prehistoric Man Found in an Alpine Glacier》, New York: Random House, ISBN 978-0-679-43167-1.
- Spindler, Konrad (2001), 《The Man in the Ice: The Preserved Body of a Neolithic Man Reveals the Secrets of the Stone Age》, 번역 Ewald Osers, London: Phoenix, ISBN 978-0-7538-1260-0.
- De Marinis, Raffaele C.; Brillante, Giuseppe (1998), 《La Mummia del Similaun: Ötzi, l'uomo venuto dal ghiaccio [The Mummy of the Similaun: Ötzi, the Man who Came from the Ice]》, Venice, Italy: Marsilio, ISBN 978-88-317-7073-6 (이탈리아어)
- Fleckinger, Angelika; Steiner, Hubert (2000), 《L'uomo venuto dal ghiaccio [The Man who Came from the Ice]》, Bolzano, Italy: Folio, ISBN 978-88-86857-03-1  (이탈리아어)